# وسيط تنفيذ الصفقات الوهمية (سوق الأوراق المالية)
وسيط تنفيذ الصفقات او محل الرهانات هو مؤسسة تتيح المقامرة القائمة على أسعار الأسهم أو السلع. وقد أوضح حكم المحكمة العليا الأمريكية لعام 1906 أن محل الرهانات هو مؤسسة، اسمياً لإجراء أعمال البورصة أو أعمال مشابهة، ولكنها في الحقيقة لتسجيل الرهانات أو المراهنات، عادةً بمبالغ صغيرة، على ارتفاع أو انخفاض أسعار الأسهم، أو الحبوب، أو النفط، إلخ، دون أي نقل أو تسليم فعلي للأسهم أو السلع المتداولة اسمياً.

## نظرة عامة

### التعريف وأصل المصطلح

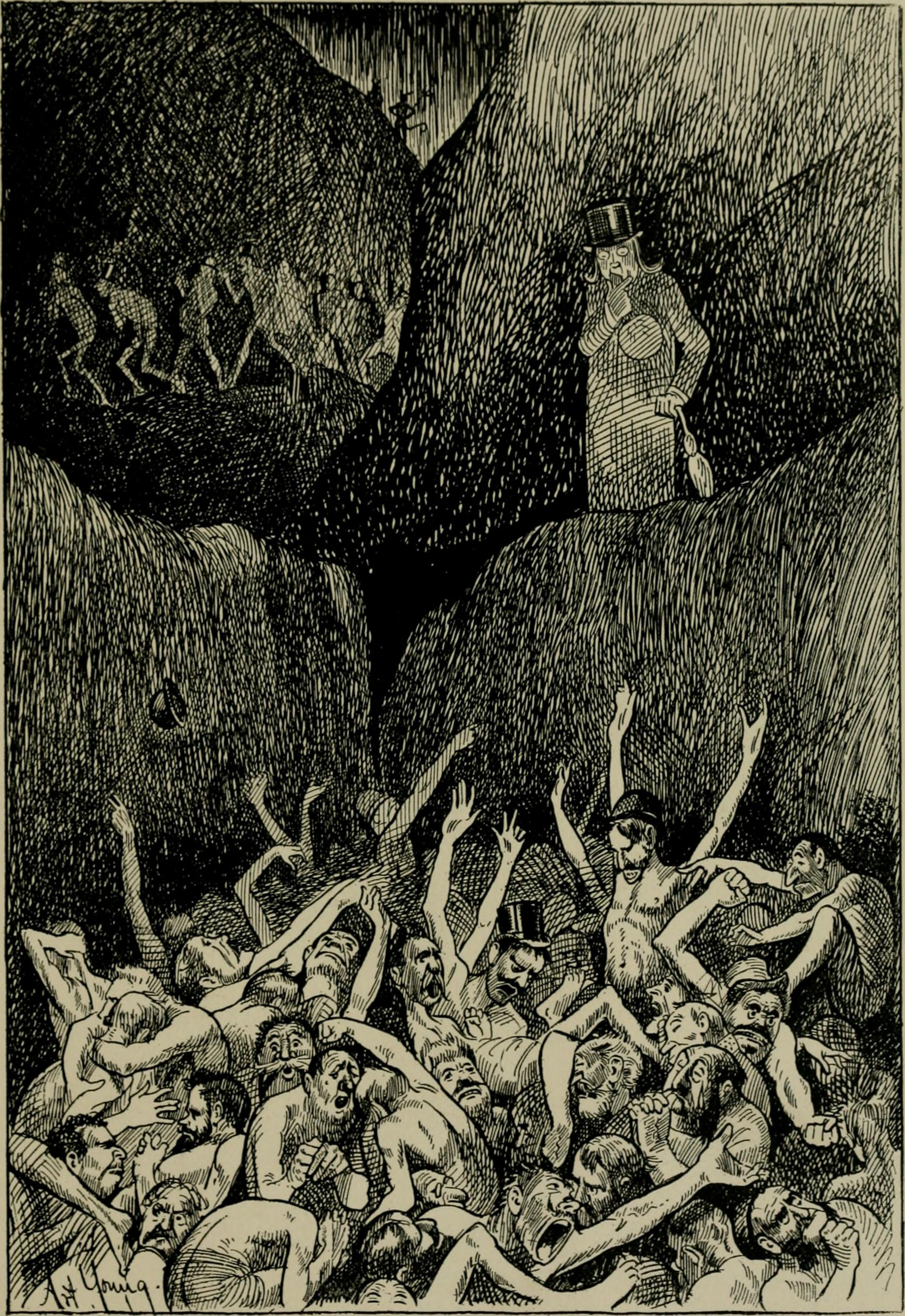
صورة من خلال الجحيم مع Hiprah Hunt ، إعادة سرد Art Young لعام 1901 لـ Dante's Inferno: "نظرة خاطفة أسفل فكي حفرة عميقة يرى أرواح المقامرين في الوسيط."

وفقًا لصحيفة نيويورك تايمز في عام 1958 ، فإن وسيط تنفيذ الصفقات يُعرّف بأنه "مكتب يوفر تسهيلات لإجراء الرهانات في شكل أوامر أو خيارات تستند إلى أسعار الصرف الحالية للأوراق المالية أو السلع ، ولكن بدون أي شراء أو بيع فعلي للممتلكات المعنية". غالباً ما يتم ذكر متاجر الدلو بالتزامن مع ما يُعرف بـ "غرف الغلايات" كأمثلة على الاحتيال في الأوراق المالية ، إلا أنها تختلف في طبيعتها. ففي حين يسعى مشغل غرفة الغلايات إلى التوسط في صفقات الأوراق المالية الفعلية ، فإن متجر الدلو يركز على خلق مظهر زائف لنشاط الوساطة حيث لا يوجد أي نشاط حقيقي.
يعود أصل المصطلح إلى إنجلترا في عشرينيات القرن التاسع عشر ، عندما كان أطفال الشوارع يقومون بتفريغ براميل البيرة والمشروبات الكحولية التي يتم التخلص منها من الحانات العامة. ثم كان هؤلاء الأطفال يبيعون الكحول إلى حانات غير مرخصة ، حيث يتم خلطها معًا وبيعها إلى زبائن غير واعين. أصبحت هذه الحانات تعرف باسم "محلات الدلو". تم نقل هذه الفكرة إلى الوسطاء غير الشرعيين الذين سعوا إلى الربح من نشاط التداول الذي كان صغيراً جداً أو ذو سمعة سيئة بالنسبة للوسطاء الشرعيين.

### قانونيتها
يعتبر "وسيط تنفيذ الصفقات" مصطلحاً محدداً في العديد من الولايات الأمريكية التي تجرم تشغيل مثل هذه المحلات. وعادة ما يشير تعريف القانون الجنائي إلى عملية يتم فيها بيع ما يفترض أنه مصلحة مشتقة في ورقة مالية أو عقد مستقبلي للسلع للعميل، ولكن لا تتم أي معاملة في أي بورصة. وتذهب المعاملة "في الدلو" ولا يتم تنفيذها أبداً. نظراً لعدم وجود تداول فعلي للأوراق المالية، فإن العميل يراهن بشكل أساسي ضد مشغل متجر الدلو في لعبة تعتمد على أسعار الأوراق المالية المجردة. لدى وسيط تنفيذ الصفقات يتفق الطرفان على تخيل أنفسهم يتابعون الأحداث التي تحدث في بورصة حقيقية. بدلاً من ذلك، فإن وسيط تنفيذ الصفقات يلعب دور البنك حرفياً، كما هو الحال في القمار، ضد العميل".
"تجميع الأوامر" ينتهك العديد من أحكام قانون الأوراق المالية الأمريكي. وتنطبق هذه المحظورات على شركات الوساطة الشرعية وكذلك على "وسيط تنفيذ الصفقات"

## التاريخ

### في الولايات المتحدة (حوالي 1870-1920)
ظهرت محلات الرهانات الوهمية المتخصصة في الأسهم والعقود الآجلة للسلع في الولايات المتحدة في سبعينيات القرن التاسع عشر، بالتزامن مع ابتكار أجهزة عرض أسعار الأسهم التي كانت تعتمد عليها.
في عام 1889، تناولت بورصة نيويورك "مشكلة عرض الأسعار" (محلات الرهانات الوهمية التي تعمل على تحركات أسعار الأسهم خلال اليوم)، وحاولت قمع محلات الرهانات الوهمية عن طريق قطع أجهزة عرض أسعار الأسهم التلغرافية. ومع ذلك، أثبت هذا الحظر أنه عائق شديد لعملاء البورصة الأثرياء المحليين، وكذلك لوسطاء البورصة في مدن أخرى في جميع أنحاء البلاد. كما كان له تأثير مفاجئ في تفضيل البورصات المنافسة، وتم التخلي عنه في غضون أيام.
وصف إدوين ليففر، الذي يُعتقد أنه كان يكتب نيابة عن جيسي لوريستون ليفرمور، عمليات محلات الرهانات الوهمية في تسعينيات القرن التاسع عشر بالتفصيل. وكانت شروط التداول تختلف بين محلات الرهانات الوهمية، لكنها عادة ما تقدم مخططات تداول الهامش للعملاء، مع نسب رافعة مالية تصل إلى 100:1 (إيداع 1 دولار نقدًا يسمح للعميل "بشراء" 100 دولار من الأسهم). نظراً لأن الصفقات كانت وهمية ولم تتم تسويتها في السوق الحقيقية، فإن المحل لم يقدم قروض هامش حقيقية، ولكنه جمع فوائد نقدية من العميل. يمكن للعميل بسهولة أن يتخيل أنه قد حصل على قرض كبير من رأس المال (في الواقع وهم) مقابل وديعة نقدية صغيرة ودفع فائدة.
لمزيد من الميل إلى النتائج المحتملة لصالحها، رفضت معظم محلات الرهانات الوهمية أيضاً إجراء مكالمات الهامش. وتم تصوير إلغاء مكالمات الهامش على أنه فائدة وراحة للعميل، الذي لن يكون مثقلاً بإمكانية طلب نقدي إضافي، وتم الترويج له كميزة غير متوفرة من شركات الوساطة الأصلية. وهذا في الواقع جعل العميل أكثر عرضة لخطر الخراب المتزايد، مع تدفق الخسائر بالكامل إلى حساب محل الرهانات الوهمية. في هذه الحالة، إذا انخفض سعر السهم ولو للحظة إلى حد هامش العميل (وهو أمر مرجح للغاية مع هوامش رقيقة وذات رافعة مالية عالية في الأسواق المتقلبة)، فإن العميل يخسر على الفور كامل الاستثمار النقدي في حساب المحل.
نظرياً، يوفر التداول بالهامش للمضاربين مكاسب مضاعفة، لكن التداول في محلات الرهانات الوهمية يعرض المتداولين لتلاعبات صغيرة في السوق بسبب وكالة المحل. في شكل من أشكال ما يعتبر الآن تداولاً أمامياً غير قانوني ومعاملات ذاتية، قد يقوم محل رهانات وهمية يحمل مركزاً كبيرًا على سهم، ويعرف الهامش الضعيف للعميل، ببيع السهم في بورصة الأوراق المالية الحقيقية، مما يتسبب في انخفاض سعر السهم على شريط الأسعار بشكل مؤقت بما يكفي لاستنفاد هوامش العميل. من خلال أفعاله الانتهازية، يحصل محل الرهانات الوهمية بذلك على 100٪ من استثمار العميل.
في الولايات المتحدة، تعرضت محلات الرهانات الوهمية التقليدية لهجوم قانوني متزايد في أوائل القرن العشرين، وتم القضاء عليها بشكل فعال قبل عشرينيات القرن العشرين. بعد فترة وجيزة من فشل العديد من شركات الوساطة في بورصة الأوراق المالية الموحدة في عام 1922، أصدرت جمعية نيويورك قانون مارتن، الذي حظر بشكل أساسي محلات الرهانات الوهمية.

## روابط خارجية
Chisholm, Hugh, ed. (1911). "Bucketshop" . Encyclopædia Britannica (بالإنجليزية) (11th ed.). Cambridge University Press. Vol. 4.